# Wereldkampioenschappen beachvolleybal 1997
De wereldkampioenschappen beachvolleybal 1997 werden van 10 tot en met 13 september gehouden in Los Angeles. Het was de eerste officiële editie van het door de FIVB georganiseerde toernooi. De wereldtitel ging zowel bij de mannen als bij de vrouwen naar een Braziliaans duo; Rogerio 'Pará' Ferreira en Guilherme Marques wonnen het goud door het Amerikaanse duo Mike Whitmarsh en Canyon Ceman in de finale te verslaan, terwijl Sandra Pires en Jackie Silva de finale wonnen van het eveneens Amerikaanse duo Lisa Arce en Holly McPeak.

## Opzet en speellocatie
De kampioenschappen bestonden uit een hoofdtoernooi en een kwalificatietoernooi. Aan het hoofdtoernooi deden zowel bij de mannen als de vrouwen 32 teams mee, waarvan zestien teams door de FIVB en acht door de Amerikaanse bond werden aangewezen. Daarnaast plaatsten acht teams per toernooi zich via de kwalificatieronde op 10 september. Bij de mannen en vrouwen namen respectievelijk 32 en 21 koppels deel aan de kwalificatie die bestond uit twee rondes. Het hoofdtoernooi werd vervolgens van 11 tot en met 13 september gespeeld via het knock-outsysteem. De wedstrijden werden gehouden in het Los Angeles Tennis Center op het terrein van de UCLA dat plaats bood aan 6000 toeschouwers.

## Medailles

### Medaillewinnaars
| Onderdeel | Goud | Goud                               | Zilver | Zilver                      | Brons | Brons                             |
| --------- | ---- | ---------------------------------- | ------ | --------------------------- | ----- | --------------------------------- |
| Mannen    | BRA  | Rogerio Ferreira Guilherme Marques | USA    | Canyon Ceman Mike Whitmarsh | USA   | Dain Blanton Kent Steffes         |
| Mannen    | BRA  | Rogerio Ferreira Guilherme Marques | USA    | Canyon Ceman Mike Whitmarsh | BRA   | Paulão Moreira Paulo Emilio Silva |
| Vrouwen   | BRA  | Sandra Pires Jackie Silva          | USA    | Lisa Arce Holly McPeak      | BRA   | Shelda Bede Adriana Behar         |
| Vrouwen   | BRA  | Sandra Pires Jackie Silva          | USA    | Lisa Arce Holly McPeak      | USA   | Karolyn Kirby Nancy Reno          |

### Medaillespiegel
| Plaats | Land             | Goud | Zilver | Brons | Totaal |
| 1      | Brazilië         | 2    | 0      | 2     | 4      |
| 2      | Verenigde Staten | 0    | 2      | 2     | 4      |
| Totaal | Totaal           | 2    | 2      | 4     | 8      |

Los Angeles 1997 ·
Marseille 1999 ·
Klagenfurt 2001 ·
Rio de Janeiro 2003 ·
Berlijn 2005 ·
Gstaad 2007 ·
Stavanger 2009 ·
Rome 2011 ·
Stare Jabłonki 2013 ·
Den Haag 2015 ·
Wenen 2017 ·
Hamburg 2019 ·
Rome 2022 ·
Tlaxcala 2023